# Conostethus griseus
Conostethus griseus is een wants uit de familie van de blindwantsen (Miridae). De soort werd het eerst wetenschappelijk beschreven door Douglas en Scott in 1870.

## Uiterlijk
De tamelijk langwerpig ovaal gevormde blindwants heeft volledige vleugels of is bijna langvleugelig (submacropteer) en kan 3 tot 4.5 mm lang worden. Het lichaam is grijsgeel of geelgroen en heeft over het halsschild en scutellum een lichte streep in de lengte. De punten van het hoornachtige deel van de voorvleugels (cuneus) zijn geel. Bij de mannetjes is het midden van de voorvleugels vaak bruin gekleurd. De pootjes zijn geelgrijs of bruin. De antennes zijn donkerbruin.

## Leefwijze
De soort kent een enkele generatie per jaar en houdt van zoutminnende planten zoals gewone zoutmelde (Atriplex portulacoides), Zeealsem (Artemisia maritima) en Zeeweegbree (Plantago maritima), schorrenkruid (Suaeda maritima) en grassen zoals zwenkgras (Festuca). De wantsen overwinteren als eitje en zijn volwassen in mei.

## Leefgebied
De wants is in Nederland zeldzaam en is vooral te vinden langs de kust, bij de Waddenzee en de delta bij Zuid-Holland, Brabant en Zeeland op schorren en kwelders. Het verspreidingsgebied is Palearctisch, voornamelijk in Europa maar komt ook in Noord-Amerika voor.